# День финской музыки
День Яна Сибелиуса и финской музыки (фин. Jean Sibeliuksen ja suomalaisen musiikin päivä, швед. Den finländska musikens dag) — общегосударственный праздник в Финляндии. Его отмечают 8 декабря, в день рождения всемирно известного финского композитора Яна Сибелиуса (1865—1957).

## История
Праздник в качестве официального установлен на всей территории Финляндии начиная с 2011 года.
В качестве праздничного атрибута предписано вывешивать национальный Флаг Финляндии. По причине короткого светового дня рекомендуется, чтобы флаг находился на флагштоке с 8 до 16 часов.